# Галицинівська сільська рада (Мар'їнський район)
| Галицинівська сільська рада — колишній орган місцевого самоврядування у Мар'їнському районі Донецької області з адміністративним центром у с. Галицинівка. Сільській раді були підпорядковані населені пункти: - с. Галицинівка - с. Долинівка - с. Карлівка - с. Лісівка |

## Склад ради
Рада складалася з 16 депутатів та голови.

## Керівний склад сільської ради
| ПІБ                          | Основні відомості                                                                       | Дата обрання | Дата звільнення |
| ---------------------------- | --------------------------------------------------------------------------------------- | ------------ | --------------- |
| Воробйов Віктор Михайлович   | Сільський голова, 1954 року народження, освіта, член Партії регіонів                    | 26.03.2006   | 31.10.2010      |
| Кравченко Сергій Миколайович | Сільський голова, 1985 року народження, освіта середня спеціальна, член народної партії | 31.10.2010   |                 |

Примітка: таблиця складена за даними джерела